# Philosophie féministe
La philosophie féministe est un courant philosophique né au XXe siècle. En dialogue avec de nombreuses disciplines, dont la littérature et la sociologie, il cherche à repenser la notion de féminité dans ses rapports avec les concepts classiques que sont l'existence, le genre sexuel, l'amour, le langage ou encore l'inconscient. La philosophie féministe est également une philosophie politique engagée qui critique avec virulence le patriarcat et la domination masculine sous toutes ses formes.
L'une des fondatrices de la philosophie féministe est Simone de Beauvoir, qui appartient au courant existentialiste. La philosophie féministe atteint son apogée[réf. nécessaire] avec la French Theory des années 1970 : ses principaux représentants sont, en France, Luce Irigaray, Hélène Cixous, Monique Wittig, Julia Kristeva, Michel Foucault, Gilles Deleuze (théoricien du devenir-femme), Jacques Derrida (critique du phallogocentrisme) ; aux États-Unis, Judith Butler et Avital Ronell. On peut citer aussi comme philosophe féministe la juriste Catharine MacKinnon, qui n'appartient cependant pas au courant de la French Theory.

## Contexte
Passé le temps de la dénonciation de la phallocratie (pouvoir) et du patriarcat (structure sociale), cette discipline ouvre le champ à une pensée de l'être féminin (non excluante puisqu'induisant une relation ajustée à son partenaire).
La critique constructive s'appuie sur une analyse de la fondation de la pensée judéo-chrétienne de la civilisation occidentale qui, retenant Platon et le reprenant par les travaux de la patrologie, a mis au point une dévalorisation de la moitié de l'humanité, reléguant la figure féminine à un rôle de bonne épouse (figure d'Ève), mère de ses enfants (figure de Marie), et bonne paroissienne (hagiographies des Saintes). Hors de ces trois identifications, aucun concept ne sortit de cette convergence d'idées philosophiques pour décrire la féminité[réf. nécessaire].
À la fin du XIXe siècle, l'idée de la femme, idée désincarnée et réappropriée par un patriarcat triomphant, avait ramené les schémas de représentation à ceux de la Mère Patrie pour exalter le nationalisme guerrier. Les allégories en peinture se multiplièrent, jusqu'à lasser.
Le XXe siècle vit apparaître une révolte intellectuelle des féministes, en Europe et en Amérique du Nord. La société civile des quarante dernières années hérite de ces travaux.

## Europe
En 1974 fut fondée à Berlin l'Internationale Assoziation von Philosophinnen (IAPH), par des femmes philosophes allemandes, américaines et autrichiennes, pour la plupart féministes. Ce fut probablement le moment initial de ce que l'on nomma bientôt feministische Philosophie ou feminist philosophy, un terme qui prit du temps avant d'être utilisé en langue française.
Cette fondation européenne fut d'abord exclusivement "nordique" et central-européenne avant de s'ouvrir aux, voire d'être remarquée par, les philosophes de langues romanes (notamment espagnoles et italiennes).
Les colloques de cette association ont lieu tous les trois ans, chaque fois dans une ville d'Europe différente (Amsterdam, Barcelone, Berlin, Göteborg, Heidelberg, Klagenfurt, Rome, Vienne, Würzburg, Zurich); en 1998 il fut organisé à Boston aux États-Unis en parallèle et en collaboration avec le World Congress of Philosophy.
Ces colloques et les publications qui en émanaient ont fortement influencé le développement de la philosophie féministe en deçà et au-delà du culte des vedettes philosophico-commerciales[non neutre] de la théorie féministe. C'est surtout un forum de travail philosophique, travail en commun, échange théorique sur les rapports de domination de sexe/genre, sur le rapport entre féminisme et philosophie, sur les rapports entre sexe, genre et sexualité/s, sur la philosophie de la - et du - politique… Un forum dans lequel se rencontrent jeunes chercheuses présentant pour la première fois leur travail et chercheuses plus âgées, voire arrivées, bref : c'est un réseau de philosophes féministes plutôt qu'une bastion de la « philosophie féministe ».

### Espagne
Connaissant à rebours une ébullition de sa société civile après sa période de transition démocratique, l'Espagne contemporaine expérimente une vitalité considérable de la pratique philosophique allant dans le sens du féminisme, puisque les rapports hérités de la société franquiste, dominée par l'Église, ont totalement explosé. Ce bouleversement social s'accompagne d'un questionnement et d'un débat d'idées. Les activités concernent l'élaboration d'une philosophie pratique à usage individuel, et non la définition d'un idéal amenant la perspective d'une utopie révolutionnaire, puisque la victoire est déjà gagnée, en quelque sorte. En cela, le dynamisme de l'Espagne sur la question sociétale n'étant pas revendicatif, la forme diffère de celle de mai 1968.

### France

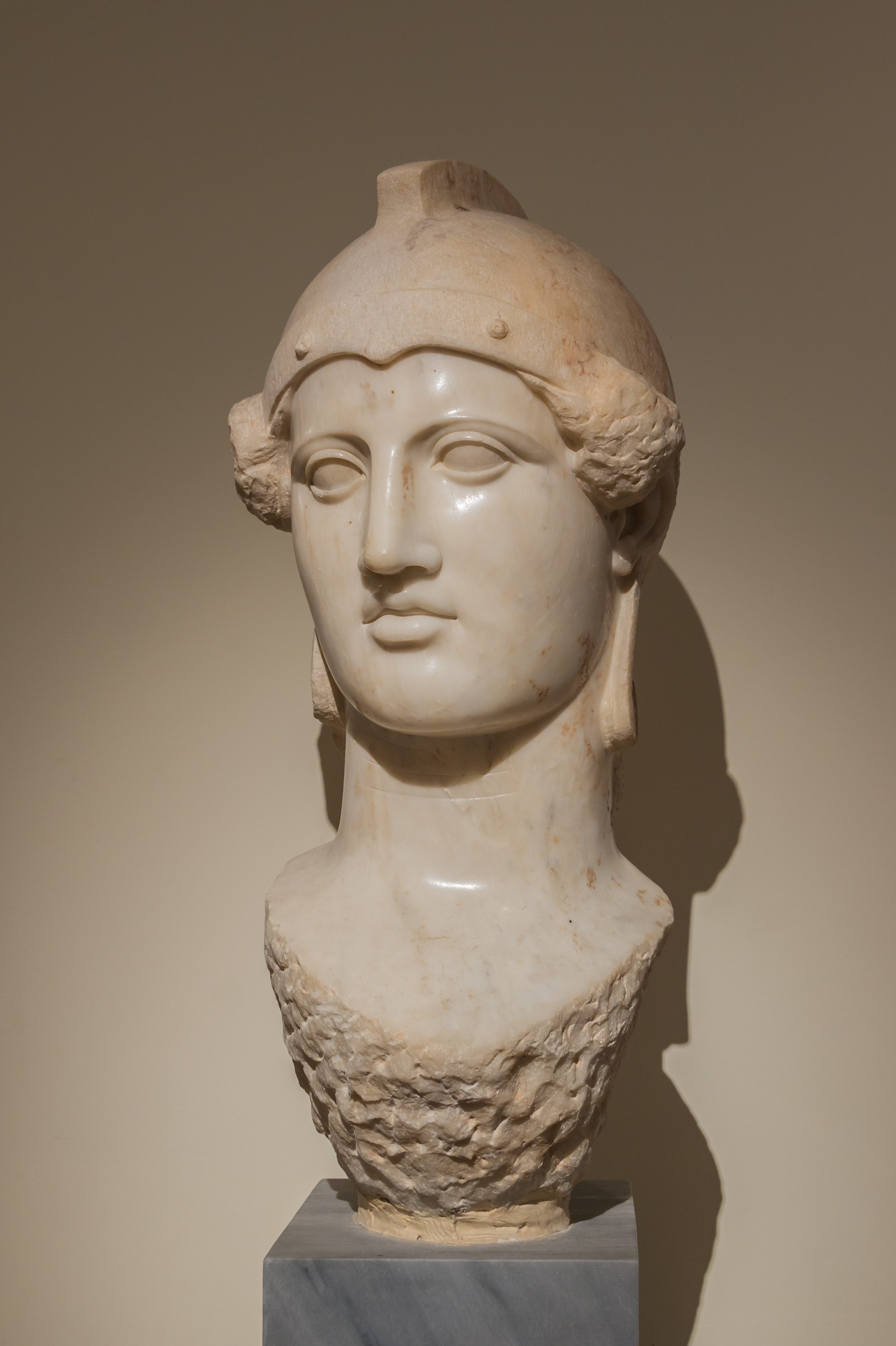

Marie de Gournay, fille aînée de Françoise de la Chassaigne est citée pour inaugurer isolément le champ de la pensée féministe dans ses écrits, à une époque où les mentalités n'étaient pas prêtes à aborder le sujet.
- François Poullain de La Barre (France, XVIIe)
- Olympe de Gouges (Révolution française)
- Simone de Beauvoir (1908-1986) ; Le Deuxième Sexe transcenda la révolution sexuelle et devint une œuvre mondialement étudiée.
- Luce Irigaray (1930-)
- Camille Froidevaux-Metterie (1968-)
- Elsa Dorlin (1974-)
- Manon Garcia (1985-)

### Royaume-uni
- Mary Wollstonecraft (Grande-Bretagne, XVIIIe)

## Amérique du Nord
- Contributions :
  - Judith Butler, Californie, post-structuralisme
  - Seyla Benhabib, Yale, concept du cosmopolitisme
  - Nancy Fraser, NYC
  - Sandra G. Harding
  - Iris Marion Young

Au XXIe siècle, l'enseignement de la philosophie féministe fait l'objet d'un programme universitaire dans les campus.